# Giovanni Battista Martini
Giovanni Battista Martini, znany powszechnie jako Padre Martini (ur. 24 kwietnia 1706 w Bolonii, zm. 3 sierpnia 1784 tamże) – włoski kompozytor, pedagog, teoretyk muzyki, franciszkanin konwentualny (OFMConv).

## Życiorys
Był synem skrzypka. Jego nauczycielami muzyki byli Angelo Predieri (klawesyn), Giovanni Antonio Ricieri (kontrapunkt), Giacomo Antonio Perti (kompozycja) i Francesco Antonio Pistocchi (śpiew). Studiował także matematykę u Francesca Marii Zanottiego. W 1721 roku wstąpił do klasztoru franciszkanów konwentualnych. W 1725 roku został kapelmistrzem w bazylice św. Franciszka w Bolonii, w 1729 roku otrzymał święcenia kapłańskie. W 1758 roku został przyjęty na członka Accademia dell’Istituto delle Scienze i Accademia Filarmonica w Bolonii, a w 1776 roku na członka Accademia dell’Arcadia w Rzymie.

## Twórczość
Był nie tylko płodnym kompozytorem, ale też historykiem muzyki, teoretykiem i pedagogiem, cieszącym się autorytetem wśród współczesnych. Chociaż nigdy nie opuścił Włoch, utrzymywał regularną korespondencję z czołowymi osobistościami świata kultury swojej epoki. Jego dorobek epistolarny szacowany jest na ponad 6000 listów. Do uczniów Martiniego należeli Johann Christian Bach, Niccolò Jommelli, André Ernest Modeste Grétry, Christoph Willibald Gluck i Wolfgang Amadeus Mozart.
Zgromadził bogaty księgozbiór, w 1770 roku oszacowany przez Charlesa Burneya na około 17 tysięcy woluminów. Opus magnum Martiniego był projekt obszernej, wielotomowej historii muzyki pt. Storia della musica, z którego zdołał zrealizować jedynie trzy tomy poświęcone muzyce w starożytnej Grecji (wyd. Bolonia 1757, 1770 i 1781). Był też autorem pracy teoretycznej Esemplare ossia Saggio fondamentale practice di contrappunto (wyd. Bolonia 1774–1775).
Jako kompozytor pozostawił po sobie przeszło 2500 utworów (w tym około 1000 kanonów), reprezentujących większość uprawianych ówcześnie gatunków. W muzyce religijnej był zwolennikiem kontrapunktu i oszczędności stylistycznej, w muzyce instrumentalnej nawiązywał do dorobku szkoły bolońskiej. Zasłynął przede wszystkim jako twórca polifonicznych utworów religijnych, skomponował także 24 sinfonie i około 100 sonat na instrumenty klawiszowe.

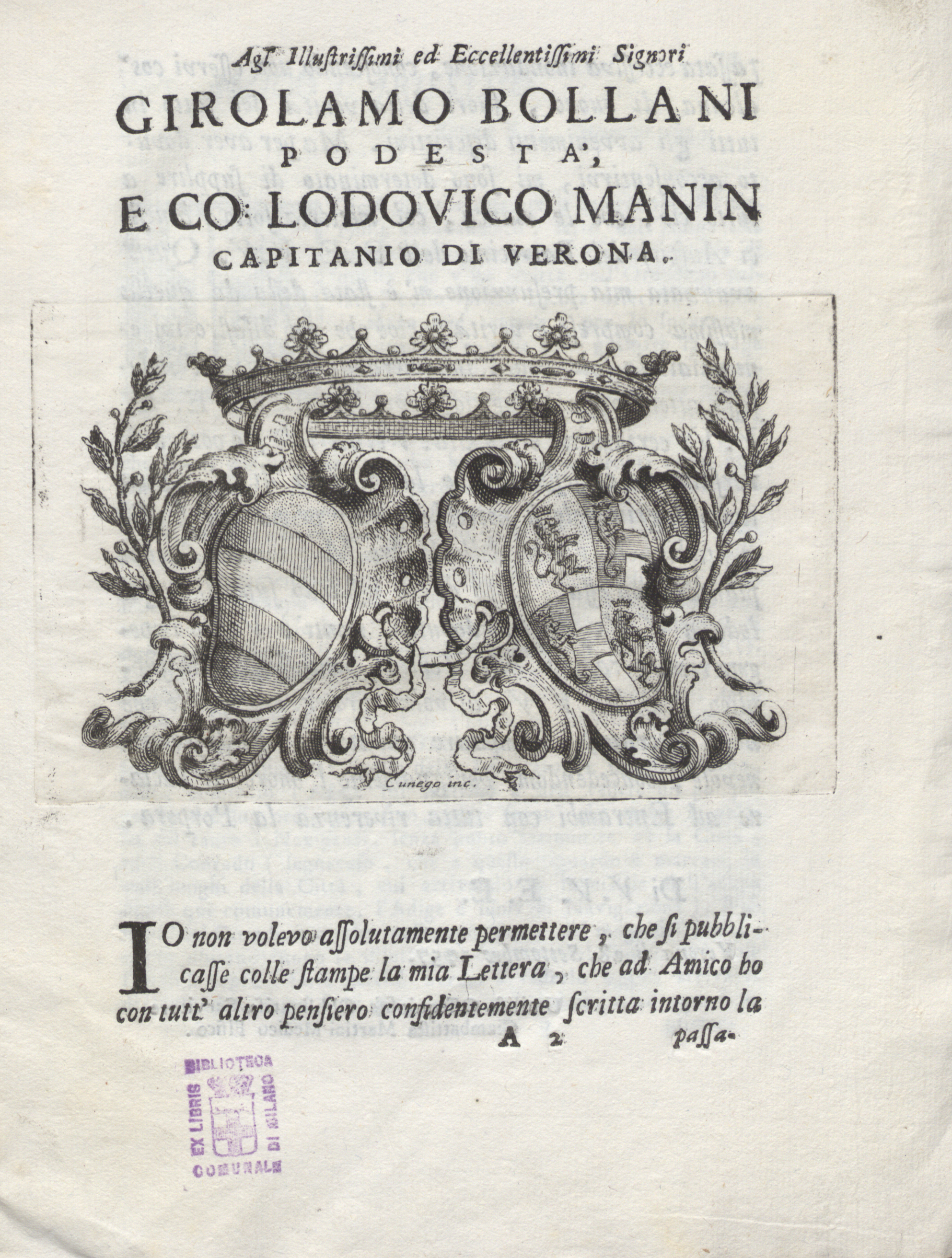
Lettera famigliare intorno l’inondazione di Verona (1757)